# アレクセイ・マスレンニコフ
アレクセイ（アリベルト）・ドミトリエヴィチ・マスレンニコフ（ロシア語: Алексей(Альберт) Дмитриевич Масленников, ラテン文字転写: Aleksei (Albert) Dmitrievich Maslennikov、1929年9月9日 - 2016年11月30日）は、ソビエト連邦、ロシアのオペラ及び室内楽の歌手（テノール）、演出家。

## 概要
ノヴォチェルカッスクに生まれる。軍のパイロットである父親はジュコーフスキー記念空軍工学アカデミーでアマチュア合唱団のソリストを務めた経験があり、各地の赤軍会館の合唱団で歌い、指揮者になることを望んでいた。また、ヴァイオリンの奏法も学んでいた。
マスレンニコフ自身は、一旦、父親の跡を継いでパイロットになるため航空大学に入学するがすぐに退学する。モスクワに出てモスクワ音楽院附属音楽学校に進学し直し、父親の恩師でもあるアレクサンドル・ジェレズノフ（Александр Миронович Железнов）に学ぶ。1951年、モスクワ音楽院に入学し、ラジオ放送で歌声を聴いて魅了されたソプラノ歌手エレーナ・カトゥーリスカヤに師事した。
1953年、ブカレストで開催された第4回世界青年学生祭典にモスクワ学生合唱団の一員として参加し、1955年のワルシャワで開催された第5回祭典では声楽コンクールで個人第2位に入賞した。同じ年にニーナ・ドルリアクの推薦により、ショスタコーヴィチの歌曲集『ユダヤの民族詩から』の創唱者に抜擢され、ドルリアク、ザーラ・ドルハーノヴァと共に作曲者の伴奏により初演を行い、一躍有名となる。
1956年、ボリショイ劇場のオーディションを受け合格し、同劇場のソリストとして1985年まで活躍する。1964年、ミラノ・スカラ座にボリショイ劇場が出張公演した際、観劇したヘルベルト・フォン・カラヤンの目に留まり、ザルツブルク音楽祭に招かれ、1965年から1967年まで『ボリス・ゴドゥノフ』の僭称者、白痴（聖愚者）を演じた。
ボリショイ劇場の一員として、同時代のソビエト連邦の作曲家のオペラ作品の初演に参加するとともに、オラトリオやカンタータなどの合唱作品のソリストも務めた。初演を担った作品にはゲオルギー・スヴィリードフの『セルゲイ・エセーニンの思い出に捧げる詩曲』などがある。
1985年にボリショイ劇場のソリストを退いた後は、オペラの演出家としても活躍した。歌手としての最晩年に当たる1999年にはボリショイ劇場で『モーツァルトとサリエリ』のモーツァルトを演じて高い評価を得ている。
2016年11月30日にモスクワで没し、トロエクロフスコエ墓地に埋葬された。

## 主な録音
特に記す以外はメロディア録音。
オペラ
- グリンカ：ルスランとリュドミラ（フィン役、シモノフ指揮、1978年録音）
- シチェドリン：死せる魂（ロシア語版）（セリファン役、テミルカーノフ指揮、1977年録音）
- ダルゴムイシスキー：石の客（ドン・ファン役、ハイキン指揮、1959年録音）
- プロコフィエフ：修道院での婚約（ドン・ジェローム役、ラザレフ指揮、1990年録音）
- プロコフィエフ：真の男の物語（コンスタンティン・ククシュキン役、エルムレル指揮、1961年録音）
- プロコフィエフ：戦争と平和（アナトール・クラーギン公爵役、メリク＝パシャーエフ指揮、1961年録音）
- プロコフィエフ：賭博者（アレクセイ役、ラザレフ指揮、1983年録音）
- ムソルグスキー：ホヴァーンシチナ（ヴァシーリー・ゴリーツィン公役、ハイキン指揮、1973年録音）
- ムソルグスキー：ボリス・ゴドゥノフ（2種：ヴァシリー・シュイスキー公・白痴の2役、カラヤン指揮(1970年録音・デッカ・レコード)、白痴役、エルムレル指揮(1985年録音)）
- リムスキー＝コルサコフ：クリスマス・イヴ（オシップ・ニキフォロヴィチ役、ミハイル・ユロフスキー（ロシア語版）指揮、1990年録音・SAISON RUSSE）
- リムスキー＝コルサコフ：見えざる街キーテジと聖女フェヴローニヤの物語（グリーシカ役、スヴェトラーノフ指揮、1983年12月27日録音）

その他
- ショスタコーヴィチ：オラトリオ『森の歌』（スヴェトラーノフ指揮）
- ショスタコーヴィチ：歌曲集『ユダヤの民族詩から』（2種：作曲者ピアノ伴奏(1956年録音)、スヴェトラーノフ指揮）
- スヴィリードフ：セルゲイ・エセーニンの思い出に捧げる詩曲（2種：スヴェトラーノフ指揮(1957年録音)、テミルカーノフ指揮(1975年録音)）
- スヴィリードフ：森の国ロシア（ロジェストヴェンスキー指揮、1970年録音）
- ベートーヴェン：交響曲第9番『合唱付き』（シモノフ指揮）
- モーツァルト：レクイエム（スヴェシニコフ（ロシア語版）指揮）
- ラフマニノフ：合唱交響曲『鐘』（スヴェトラーノフ指揮、1979年録音）
- ロマンス集（ショスタコーヴィチ、スヴィリードフ、ラフマニノフ、リムスキー＝コルサコフ他）

## 映像
- ホヴァーンシチナ（1959年、オペラ映画） - クーシカ役
- ボリス・ゴドゥノフ（1978年、ライヴ映像、ハイキン指揮） - 白痴役
- 森の歌（1978年、ライヴ映像、スヴェトラーノフ指揮）

## 受賞
- 1955年：第5回世界青年学生祭典（ワルシャワ）声楽コンクール 第2位
- 1964年：ロシア・ソビエト連邦社会主義共和国功労芸術家
- 1973年：ロシア・ソビエト連邦社会主義共和国人民芸術家
- 1976年：十月革命勲章
- 1977年：グリンカ記念ロシア・ソビエト連邦社会主義共和国国家賞（ロシア語版） - 『ルスランとリュドミラ』、『ボリス・ゴドゥノフ』、『戦争と平和』、『賭博者』の演技に対して
- 1999年：名誉勲章（ロシア語版）